# الجربة (الضليعة)

تعديل مصدري - تعديل

الجربة هي إحدى قرى عزلة الضليعة بمديرية الضليعة التابعة لمحافظة حضرموت، بلغ تعداد سكانها 187 نسمة حسب تعداد اليمن لعام 2004.